# Râul Valea Mare, Aleu
Râul Valea Mare este un curs de apă, afluent al râului Aleu. 

### Hărți
- Harta munții Bihor-Vlădeasa  Arhivat în 9 iunie 2008, la Wayback Machine.
- Harta munții Apuseni